# Hrabstwo Klamath
Hrabstwo Klamath (ang. Klamath County) – hrabstwo w stanie Oregon w Stanach Zjednoczonych. Obszar całkowity hrabstwa obejmuje powierzchnię 6135,75 mil² (15891,52 km²). Według szacunków United States Census Bureau w roku 2009 miało 66 247 mieszkańców.
Hrabstwo powstało w 1882 roku. 

## Miasta[4]
- Bonanza
- Chiloquin
- Klamath Falls
- Malin
- Merrill

## CDP[4]
- Altamont